# パスネット
パスネット（英称：Passnet）は、パスネット協議会に加盟する関東地方（主に南関東）の鉄道（私鉄・地下鉄）22社局共通の磁気カードを用いたストアードフェアシステムの総称である。
2000年10月14日に導入された。2008年1月10日の終電をもって販売を終了し、2008年3月14日（一部事業者は2009年3月13日）の終電をもって自動改札機での取り扱いを終了し、2015年3月31日の終電をもって完全に利用を終了した（後述）。
なお、パスネットは一般公募により制定された名称である。

## 概要
パスネットは、磁気カードによるプリペイドカード式の乗車カードシステムで、カードを自動改札機に投入することで入・出場が可能だった。自動改札機に投入した際に自動的に運賃が精算（減額）された。ただし、入場券としての利用はできなかった。加盟22社局であれば乗り継ぎにも対応しており、最大4社局までの乗り継ぎに対応していた。
同様の関東私鉄・地下鉄による乗車用ICカード「PASMO」導入前の2006年までは加盟社局のパスネット対応路線の駅にある自動券売機、カード自動販売機、駅窓口などで1,000円・3,000円・5,000円の3種類が発売されていた。また、オーダーメイドタイプに限り500円のカードも存在し、主に記念品などの目的で使用されていた。
利用可能エリアは、PASMOと比べるとやや狭く、PASMOが利用可能な鉄道路線の中では東武鉄道の一部無人駅、西武多摩川線、東急世田谷線、横浜新都市交通（現・横浜シーサイドライン）、江ノ島電鉄、伊豆箱根鉄道、都電荒川線、および箱根登山鉄道（現・小田急箱根）の箱根湯本以西では利用できず、京浜急行電鉄もシステムの切替の関係で当初は全線で一切使えなかった。また、バスや東日本旅客鉄道（JR東日本）、東海旅客鉄道（JR東海）では一切使えず、バスと都電荒川線に関してもパスネット導入以前に首都圏でバス共通カードを発売・導入していたほか、JR東日本は東京モノレールとともにSuicaの導入を予定していたため導入されなかった。
なお、パスネットは将来の共通化を目的にJR東日本のイオカードと規格をあわせていた。しかし、結局磁気カードによる共通化は実現せず、一部のJRとの共同使用駅の自動精算機でJR線運賃の精算に使える程度だった。JRと私鉄陣営のSFの相互利用は、2007年3月18日の非接触ICカード乗車券「PASMO」の導入に伴い開始した首都圏ICカード相互利用サービスにより、Suicaとの共通利用が実現した。

## 使用方法
カードで乗車する場合、自動改札機に直接投入するだけで入場時に初乗り運賃が前引きされた。相互乗り入れ駅などで複数の初乗り運賃がある場合、前引きはその最低額となった。運賃は加盟社・局線の最安の経路で計算し、出場時に着駅までの運賃の差額分が引き落とされた。このため、残額が初乗り運賃に満たない場合は入場できず、また着駅までの運賃に満たない場合は出場できなかった。ただし、カードの2枚投入が可能な自動改札機では残額が不足するカードと十分な残額のある別のカードとを同時に投入することで前者の残額が後者に引き継がれ入・出場することができた。出場時には自動精算機で現金または他のカードで精算することもできた。また、区間の一部に定期券などを利用した場合には同時投入によって自動精算された。このため、2枚投入が可能な自動改札機の投入口にステッカーが貼付されていた。
駅により、乗り換えなどで一度改札から出る必要がある場合は、出場駅までの運賃に足りている必要があったほか、30分以内に再入場しないと乗り継ぎや割引が打ち切られ、新たに初乗り運賃が差し引かれた。これは同一社線間の乗り換えの場合も同様だが、この場合は経路を指定するものではないので、一旦出場が不要な場合の経路との運賃差は生じなかった。ただし、最安経路計算の例外が存在していた。A駅で乗車し、B駅で一旦出場し、乗り換えてC駅に到着した場合にA駅からB駅までの運賃がA駅からC駅までの運賃より高額である場合（A→B>A→Cの場合に、A→B→Cの経路で乗車する場合）はB駅改札を経由する時点でB駅までの運賃相当額が差し引かれ、C駅で改札から出場する場合も過剰徴収分は戻らなかった。なお、このC駅が改札を通らずに直接行き来できる他社の駅である場合、超過分は他社線運賃として持ち越せた。接続駅までの運賃より多額の乗車券で入場して精算する場合と同様だった。
カードは直接自動改札機に投入できたほか、自動券売機での乗車券・回数券（事業者によっては特急券も）を購入する時にも利用できた。残額不足の場合は現金や別のカードを追加すれば購入できたが、この場合、PASMOやSuicaとは併用できず、残額不足のパスネットを挿入した後にPASMO・Suicaを入れるとPASMO・Suicaの受付が拒否された。また、パスネットではPASMOの購入ができなかったが、その後一部事業者の自動券売機などでカード残額を全額PASMOに移し替えることが可能になった（Suicaへの移し替えは不可）。
イオカードと異なり、自動改札機での入・出場時のみならず、有人改札での入・出場時および自動精算機と自動券売機、有人改札窓口などでの使用時には、それぞれカードの裏面に日付・金額・社局名略称・利用駅名などが印字された。
カードを挿入する向きは一応指定されているが、自動改札機に関してはどの向きで挿入しても問題はない。2枚投入の際に同じ面に合わせ上下逆にして挿入しても問題はなく、同じ向きに揃った状態で出てくる。ただし、通常より処理に少々時間がかかる。

## カード名称について
「パスネット」はシステムの名称であり、パスネット協議会ではカードの名前に使わないようにと決めている。そのため、一部の発行元では「SFメトロカード」「Tカード」などカードに固有の名称を付けている。なかには「SFとーぶカード」「SFレオカード」などのように従来のカード名称に「SF」を付ける事業者もあった。しかし、このような固有名称を付けなかった鉄道事業者も多く、これらの各社では案内上「パスネットカード」または「パスネット」という呼称が使われており、それが定着した。また、固有名称を持つ一部の事業者でも後に標記を取りやめている。また、固有名称のロゴがパスネットロゴより縮小されている事業者もある。

## 歴史
- 1996年（平成8年）3月26日 - 東京都交通局（都営地下鉄）のTカードと帝都高速度交通営団（営団地下鉄、現在の東京メトロ）のSFメトロカードの共通化がなされる。SFはStored Fareの略。
- 1999年（平成11年）10月 - 一般公募により共通乗車カードの愛称を募集。この時に「私たちのパスポートが誕生します。」というコメントがポスターに掲載される。
- 2000年（平成12年）
  - 7月 - 共通乗車カードの愛称が「パスネット」に決定し、同時に運用開始日を10月14日にすることを発表。この時に「10月14日、私たちのパスネットが誕生します。」というコメントがポスターに掲載される。
  - 10月14日 - パスネットの運用が開始された。この時点で導入したのは営団地下鉄・小田急電鉄・京王電鉄・京成電鉄・相模鉄道・新京成電鉄・西武鉄道・多摩都市モノレール・東京急行電鉄・東京臨海高速鉄道・東武鉄道・東葉高速鉄道・都営地下鉄・北総開発鉄道・ゆりかもめ・横浜高速鉄道（こどもの国線）・横浜市交通局（横浜市営地下鉄）の17社・局だった。なお、導入予告のポスターには一般公募の募集告知を含めて遠藤久美子が起用されていた。
    - なお、新京成のSKカード、ゆりかもめのかもめカード、多摩モノレールの多摩モノレールカードもそのままパスネットとして使用できた。各社とも初期発行分には一部使用できないものもあったが、発行会社に持って行けば無料で新しいカードまたは現金と交換することができた。また、横浜市交通局のマリンカードはパスネットとしては使えなかった。
    - 京浜急行電鉄はルトランカードで前引きされないストアードフェアシステムを採用しており、切り替えが一斉導入に間に合わなかったため、当初は不参加だった。
    - 東日本旅客鉄道（JR東日本）は、ICカード「Suica」を開発中との理由でパスネット協議会に参加しなかった。東京モノレールも当初は参加を検討していたが、浜松町駅での乗り継ぎが多いJRと共通化を選択したため、2001年9月4日に不参加が発表された。

  - 12月20日 - 京浜急行電鉄がパスネットを導入[2]。当初は2001年の導入を予定していたが、羽田空港駅（現・羽田空港第1・第2ターミナル駅）の開業で利用客が急増したために前倒しとなる。そのため、導入当初は利用できる自動改札機は限定され、自動券売機での使用もできなかった。
- 2001年（平成13年）
  - 3月28日 - 埼玉高速鉄道線の開業により埼玉高速鉄道に導入された。
  - 7月27日 - ディズニーリゾートラインの開業により舞浜リゾートラインに導入された。
- 2003年（平成15年）3月19日 - 箱根登山鉄道の鉄道線小田原 - 箱根湯本間に導入された。
- 2004年（平成16年）2月1日 - 横浜高速鉄道のみなとみらい線が開業し、パスネットに対応した。
- 2005年（平成17年）頃 - 江ノ島電鉄・横浜新都市交通（現・横浜シーサイドライン）・関東鉄道・千葉都市モノレールがパスネット協議会に参加。ただし、これらの会社はPASMOのみの導入予定であったことから、パスネットは導入しなかった。
- 2005年（平成17年）8月24日 - つくばエクスプレスの開業により首都圏新都市鉄道に導入された。
- 2007年（平成19年）3月18日 - 非接触型ICカード「PASMO」がバス共通カード発行事業者と共同で導入され、Suicaとの相互利用が開始される。これにより、パスネットの取り扱いが縮小された。
- 2008年（平成20年）
  - 1月10日 - パスネットの販売を終了。
  - 3月14日 - 舞浜リゾートライン以外の各事業者が自動改札機でのパスネット利用を終了した。
- 2009年（平成21年）
  - 3月13日 - 舞浜リゾートラインの自動改札機でのパスネット利用が終了した。全事業者で自動改札機での利用が廃止され、自動券売機・精算機での利用等に使用範囲が限定された。
- 2014年（平成26年）12月15日 - パスネット協議会が、自動券売機等における利用を2015年（平成27年）3月31日をもって終了、払い戻しの取り扱いを2018年（平成30年）1月31日をもって終了すると発表。
- 2015年（平成27年）3月31日 - 券売機・精算機でのパスネットの利用終了。
- 2018年（平成30年）1月31日 - この日限りで払い戻しを終了し、パスネットに関するすべての取扱いを終了。

## 導入事業者一覧
- 漢字略称Aは乗車駅の事業者名としてカード裏面に印字される文字。残額不足で新カードに残額引き継ぎの際に他会社路線への連絡割引が適用される場合に用いられる。ただし、事業者名のみが印字され、駅名などは印字されない。
- 漢字略称Bは乗車駅の事業者名としてカード裏面に印字される文字。後ろに駅名の略称が続く。
- 英字略称は降車駅の事業者名としてカード裏面に印字される文字。後ろに駅名の略称が続く。
- オーダーメイドカードの欄は、オーダーメイドカードの有無を示す。
- ―は設定がないことを示す。

| 事業者名                       | 漢字略称A | 漢字略称B | 英字略称 | カード名称                       | オーダーメイドカード |
| ------------------------------ | --------- | --------- | -------- | -------------------------------- | -------------------- |
| 東京地下鉄                     | メトロ    | 地        | ME       | SFメトロカード                   | ○                    |
| 小田急電鉄                     | 小田急    | 小        | OE       | [ 注 2 ]                         |                      |
| 京王電鉄                       | 京王      | 京王      | KO       |                                  | ○                    |
| 京成電鉄                       | 京成      | 京成      | KS       |                                  |                      |
| 埼玉高速鉄道                   | 埼玉高速  | 埼        | SR       |                                  |                      |
| 相模鉄道                       | 相模鉄道  | 相鉄      | ST       | SFぽけっとカード                 |                      |
| 新京成電鉄                     | 新京成    | SK        | SK       | SKカード                         |                      |
| 西武鉄道                       | 西武      | 西武      | SB       | SFレオカード                     |                      |
| 多摩都市モノレール             | ―         | 多モ      | ―        | 多摩モノレールカード             |                      |
| 東京急行電鉄                   | 東急      | 東急      | TK       |                                  | △                    |
| 東京臨海高速鉄道               | ―         | 臨        | ―        |                                  |                      |
| 東武鉄道                       | 東武      | 東武      | TB       | SFとーぶカード                   | ○                    |
| 東葉高速鉄道                   | 東葉高速  | 東葉      | TR       |                                  | ○                    |
| 東京都交通局（都営地下鉄）     | 東京都交  | 都        | TO       | Tカード                          |                      |
| 横浜市交通局（横浜市営地下鉄） | ―         | 市        | ―        | [ 注 10 ]                        |                      |
| 北総鉄道                       | 北総鉄道  | 北総      | HK       | ほくそうパッスルカード           |                      |
| ゆりかもめ                     | ―         | ゆ        | YU       | かもめカード                     |                      |
| 京浜急行電鉄                   | 京浜急行  | 京急      | KQ       | ルトランカード                   |                      |
| 舞浜リゾートライン             | ―         | (MRC)     | (MRC)    | ディズニーリゾートライン・カード |                      |
| 箱根登山鉄道                   | 箱根登山  | ―         | ―        |                                  |                      |
| 横浜高速鉄道                   | 横浜高速  | ―         | YM       |                                  |                      |
| 首都圏新都市鉄道               | ―         | TX        | TX       | TXカード                         |                      |
| （帝都高速度交通営団）         | 交通営団  | 営        | EI       | NSメトロカード、SFメトロカード   |                      |

## パスネットが使用できた最端駅
2007年6月現在。経緯度はGeocodingで検索したもの。
- 東端：京成電鉄成田空港駅（千葉県成田市）（経度 東経140度23分）
- 西端：箱根登山鉄道箱根湯本駅（神奈川県足柄下郡箱根町）（経度 東経139度6分）※対応券売機未設置[注 14]
- 南端：京浜急行電鉄三崎口駅（神奈川県三浦市）（緯度 北緯35度10分）
- 北端：東武鉄道新藤原駅（栃木県日光市）（緯度 北緯36度51分）

## サービスの終了
2007年3月18日からPASMOが導入され普及したことで、パスネット導入各社では記念カードの発売を終了したり、カード自動販売機を撤去したり、記念図柄の通信販売・オーダーメイドカードの受付を終了したりするなどサービスを縮小していった。PASMO開始以前からSuicaを導入・発売している東京臨海高速鉄道ではパスネットをカード自動販売機でのみ販売していたが、PASMOサービス開始時にあわせ自動販売機を撤去し、大井町 - 東京テレポート間の窓口のみでの発売となっていた。
2007年12月21日には、パスネットカードの発売と自動改札機での利用の終了が発表された。
パスネットの販売は2008年1月10日の終電をもって終了し、自動改札機の取り扱いも同年3月14日で終了した。発売は前述のとおり「2008年1月10日の終電まで」であるが、在庫がある場合は同日24時以降も終電時刻までは発売されていたので、券売機で発売されたカードには、発行日が「2008年1月11日」になっているものも存在する（券売機の日付は0時に変更される）。また、舞浜リゾートラインについてはPASMOの導入が遅れたため、ディズニーリゾートライン内の自動改札機での取り扱いをPASMOの導入前日の2009年3月13日まで継続したが、カードの発売については他の事業者と同様に2008年1月10日をもって終了した。
自動券売機・自動精算機などでの利用はこれ以降も継続してきたが、2015年3月31日の終電をもって、これらについてもすべて終了した。また自動改札機での取り扱いを終了した翌日の2008年3月15日より、パスネットで残額のあるカードについて、手数料なしで払い戻しを開始したほか、一部の事業者では手数料なしでカードからPASMOへ残額の移し替えが可能な自動券売機を設置したが、残額移し替えについては自動券売機・自動精算機と同様に2015年3月31日に終了し、払い戻しについては2018年1月31日限りで終了した。
パスネット発売終了以降の取り扱いは、下表の通りである。
| 日付                                  | 販売の可否 | 自動改札機での利用 | 自動券売機・自動精算機 有人改札での利用 | PASMOへの残額引き継ぎ ※2 | 無手数料での払い戻し |
| - 2008年1月10日終電                   | ○          | ○                  | ○                                       | ×                        | ×                    |
| 2008年1月11日始発 - 2008年3月14日終電 | ×          | ○                  | ○                                       | ×                        | ×                    |
| 2008年3月15日始発 - 2015年3月31日     | ×          | × ※1               | ○                                       | ○ ※3                     | ○                    |
| 2015年4月1日 - 2018年1月31日          | ×          | × ※4               | × ※4                                    | × ※4                     | ○                    |
| 2018年2月1日 -                        | ×          | ×                  | ×                                       | ×                        | ×                    |

※1 … 舞浜リゾートラインのみ、2009年3月13日終電まで自動改札機での取り扱いを継続。
※2 … 東京都交通局・東京地下鉄・京王電鉄・西武鉄道・東京急行電鉄・東武鉄道・京浜急行電鉄・新京成電鉄・横浜高速鉄道・首都圏新都市鉄道において実施。
※3 … 京王電鉄と東京急行電鉄は2008年3月1日より、西武鉄道は2008年3月5日より先行してPASMOへの残額引き継ぎを実施している。
※4 … すべての機器での利用を終了。

## 特徴のある発売所
通常、パスネットカードは導入事業者の対応路線の駅の自動券売機・窓口や構内売店などで発売されていたが、以下に挙げる場所でも購入することができた。カッコ内はその場所で発売されていたパスネットカードの発行事業者である。
- 松坂屋：銀座店地下2階（東京地下鉄）
- 伊勢丹：本店（東京地下鉄）
- ユーシーカード：UC銀座サービスセンター自動販売機（東京地下鉄）
- 小田急百貨店（小田急電鉄）
- サークルKサンクス：新橋ゆりかもめ店（ゆりかもめ）・西早稲田店（東京都交通局）
- ファミリーマート：東大正門前店（東京都交通局）
- ローソン：西武新宿店（東京都交通局）
- 東京都議会議事堂（東京都交通局）
- 小田急バス案内所（小田急電鉄）
- はとバス案内所（東京都交通局）
- 住建ハウジング（中野区中央、東京都交通局）
- 宮崎交通：宮崎県内各案内所（東武鉄道）